# Macaca siberu
Macaca siberu (Макака сіберутський) — вид приматів з роду Макака (Macaca) родини Мавпові (Cercopithecidae).

## Опис
Дорослі макаки Сіберут мають темну шерсть та сріблясті щоки, але немовлята народжуються з білим хутром. Довжина голови й тіла: 47–48 см. Хвіст: 6.5–8 см. Вага: 9,1 кг.

## Поширення
Цей вид є ендеміком Сіберут, одного з островів біля західного узбережжя острова Суматра, Індонезія. Загальна чисельність населення, за оцінками, між 17 000 і 30 000 (2006). Знаходиться на первинних і порушених територіях, більш надаючи перевагу прибережному болотному лісу. Потенційні хижаки: орли і великі змії.

## Поведінка
Сіберутські макаки харчується в основному фруктами, але також їдять інші частини рослин, а також термітів, павуків і крабів. Самиці залишаються в групі, в якій вони народилися, але самці виганяються з групи, коли вони досягають зрілості.

## Загрози та охорона
Цей вид знаходиться під загрозою, головним чином, через полювання і комерційні лісозаготівлі, а також перетворення в пальмові плантації. Живе в одному охоронному районі, Національному парку Сіберут.